# Élection présidentielle monténégrine de 2023
L'élection présidentielle monténégrine de 2023 se déroule les 19 mars et 2 avril 2023 afin d'élire le président de la République du Monténégro. 
Le président sortant, Milo Đukanović, arrive en tête du premier tour, suivi de Jakov Milatović. Les deux hommes s'affrontent deux semaines plus tard lors d'un second tour, largement remporté par Milatović.
La défaite de Milo Đukanović marque la fin de trois décennies de dominance du Parti démocratique des socialistes du Monténégro à la tête de l’État, quelques mois avant les élections législatives anticipées organisées en juin.

## Contexte

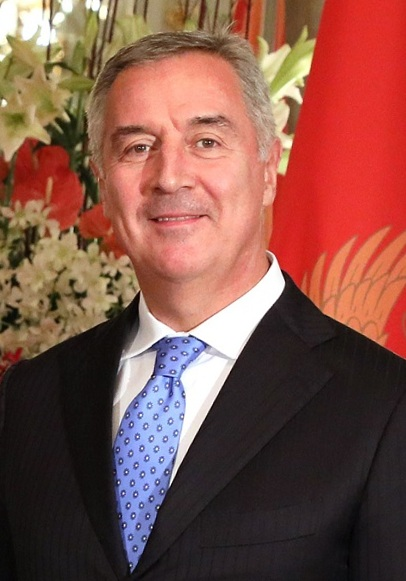
Milo Đukanović.

L'élection présidentielle d'avril 2018 a lieu en l'absence du président sortant Filip Vujanović, la constitution adoptée sous sa présidence interdisant au chef de l'État d'effectuer plus de deux mandats.
Issu comme Vujanović du Parti démocratique des socialistes du Monténégro (DPS), Milo Đukanović remporte l'élection dès le premier tour avec 54,15 % des voix. Père de l’indépendance du pays en 2006, six fois Premier ministre et président de 1998 à 2002, Đukanović s'était mis en retrait de la vie politique à la suite du recul du DPS aux législatives de 2016. Son programme basé sur l'intégration européenne et l'augmentation des salaires, dans un pays ou le chômage atteint les 20 %, lui permet d'être élu pour un nouveau mandat malgré des liens controversés avec les milieux mafieux,.
Courant 2022, Milo Đukanović entre en conflit avec le Premier ministre Dritan Abazović, du parti Action réformée uni, à la tête d'un gouvernement minoritaire dépendant du soutien sans participation du DPS. Après le vote début août d'une nouvelle loi jugée trop favorable à l'église orthodoxe serbe qui le met en conflit avec ses alliés, le Premier ministre finit par accuser le DPS de protéger les réseaux mafieux avec le soutien du président et de médias financés par le trafic de drogues et de cigarettes. Renversé le 19 août par une motion de censure soutenue par le DPS et son ancien partenaire de coalition, le Parti social-démocrate (SDP), Abazović se voit réduit à gérer les affaires courantes en attendant la mise en place d'un nouveau gouvernement,.
Les négociations sont marquées par l'opposition du président Đukanović au dirigeant du Front démocratique (DF) Miodrag Lekić, à qui il refuse d'accorder un mandat en ce sens malgré les signatures de soutiens de 41 députés. Ce conflit conduit le parlement à voter une loi retirant au président le monopole de proposition d'un candidat au poste de premier ministre lors de la formation d'un gouvernement. Malgré la signature de la loi par Milo Đukanović en janvier 2023, l'incapacité de Lekić à former un gouvernement dans un délai de trois mois conduit le président à dissoudre le parlement le 17 mars 2023, deux jours avant l'élection présidentielle, et à convoquer des élections législatives anticipées pour le 11 juin suivant,.

## Système électoral
Le président du Monténégro est élu au scrutin uninominal majoritaire à deux tours pour un mandat de cinq ans renouvelable une fois. Si aucun candidat ne recueille la majorité absolue des suffrages exprimés au premier tour, un second est organisé deux semaines plus tard entre les deux candidats arrivés en tête. Le candidat qui recueille le plus de suffrages au second tour est déclaré élu.
Pour être éligible, un candidat doit être citoyen monténégrin et avoir résidé au Monténégro pendant au moins dix ans au cours des quinze années précédant la date de l'élection.

## Résultats
| Candidats                | Candidats                | Partis                   | Premier tour | Premier tour | Second tour | Second tour |
| Candidats                | Candidats                | Partis                   | Voix         | %            | Voix        | %           |
| ------------------------ | ------------------------ | ------------------------ | ------------ | ------------ | ----------- | ----------- |
|                          | Milo Đukanović           | DPS                      | 119 685      | 35,37        | 154 769     | 41,12       |
|                          | Jakov Milatović          | PES!                     | 97 867       | 28,92        | 221 592     | 58,88       |
|                          | Andrija Mandić           | DF                       | 65 394       | 19,32        |             |             |
|                          | Aleksa Bečić             | DCG                      | 37 563       | 11,10        |             |             |
|                          | Draginja Vuksanović      | SDP                      | 10 669       | 3,15         |             |             |
|                          | Goran Danilović          | UCG                      | 4 659        | 1,38         |             |             |
|                          | Jovan Radulović          | Indé.                    | 2 574        | 0,76         |             |             |
|                          |                          |                          |              |              |             |             |
| Votes valides            | Votes valides            | Votes valides            | 338 411      | 99,07        | 376 361     | 98,97       |
| Votes blancs et nuls     | Votes blancs et nuls     | Votes blancs et nuls     | 3 169        | 0,93         | 3 920       | 1,03        |
| Total                    | Total                    | Total                    | 341 580      | 100          | 380 281     | 100         |
| Abstention               | Abstention               | Abstention               | 200 574      | 37,00        | 161 873     | 29,86       |
| Inscrits / participation | Inscrits / participation | Inscrits / participation | 542 154      | 63,00        | 542 154     | 70,14       |

## Analyse

### Premier tour

Candidat en tête au 1er tour par municipalité
Đukanović
Milatović
Mandić

Comme attendu, le premier tour voit arriver en tête le président sortant,. Avec un peu plus de 35 % des suffrages, Milo Đukanović est cependant talonné par Jakov Milatović, qui dépasse les prévisions des sondages et parvient à se qualifier pour le second tour avec environ 29 %. Candidat du récent parti Europe maintenant !, Milatović obtient ainsi les fruits d'une campagne axée sur la lutte contre la corruption, tandis que Đukanović fait les frais de la crise politique à laquelle est confrontée le pays depuis plusieurs mois, dont une partie de la population lui attribue la responsabilité,,.
Dépourvu de réserves de voix face à un adversaire en position de favori, le président sortant tente de mobiliser les électeurs de la diaspora, qui doivent cependant revenir au pays pour pouvoir voter. Đukanović essaie également de s'assurer le vote des minorités albanaises et bosniaques en se présentant comme leur défenseur face à la « menace serbe ». 
Porté par sa popularité acquise lors de son passage au gouvernement en tant que ministre de l'Économie de 2020 à 2022, période à laquelle il acquiert une réputation d'« expert apolitique » et met en œuvre une augmentation générale des salaires de la fonction publique, Jakov Milatović dispose quant à lui du ralliement de presque tous les autres candidats. Âgé de 36 ans, opposé à un président sortant lié au passé du pays, il bénéficie d'un contexte de renouvellement des idées politiques, la population ayant pour la première fois voté sur des lignes autres que celles identitaires,.

### Second tour

Candidat en tête au 2e tour par municipalité
Đukanović
Milatović

Jakov Milatović remporte le second tour avec près de 59 % des suffrages exprimés. Milo Đukanović reconnait sa défaite le soir même avant de féliciter son adversaire. C'est la première fois depuis l'introduction du multipartisme en 1990 qu'un président monténégrin n'est pas issu du Parti démocratique des socialistes (DPS) ainsi que la première fois qu'un président sortant candidat à sa réélection est battu,.
La large défaite de Đukanović, après trois décennies passées à différents postes du pouvoir, est perçue comme un véritable bouleversement de la scène politique monténégrine. Son parti, le DPS, essuie ainsi un nouveau revers après sa défaite aux législatives de 2020. Malgré l'instabilité parlementaire qui s'est ensuivi, ces dernières auraient eu l'effet de démontrer qu'une alternance était possible sans que le pays ne s'enfonce comme redouté dans un conflit ethnique, pavant la voie à une seconde alternance à la tête de l’État. Le président sortant fait par ailleurs les frais d'un rejet croissant du système mafieux et clientéliste mis en place par la DPS sous sa direction, une large part de la population ne supportant plus cette situation d'« État privatisé au service d'un clan »,.
La victoire de Milatović est largement associée à son discours résolument anti-corruption et pro-européen, le nouveau président s'étant engagé à faire aboutir le plus rapidement possible la procédure d'adhésion du Monténégro à l'Union européenne, ouverte depuis 2010. Son champ d'action, dans le cadre d'un régime parlementaire, est cependant lié aux résultats des législatives de juin.